# 원시반본
원시반본(原始返本)은 증산교본부 시절 정립된 증산교본부와 증산도의 핵심 교리이다. 후천 가을의 대개벽기를 기점으로 모든 것의 근본이 시원(始原)으로 돌아간다고 믿는다.

## 같이 보기
- 천지공사
- 자기동래(紫氣東來)
- 고려회가(高麗回家)